# Ditaxis pringlei
Ditaxis pringlei är en törelväxtart som först beskrevs av Jesse More Greenman, och fick sitt nu gällande namn av Ferdinand Albin Pax och Käthe Hoffmann. Ditaxis pringlei ingår i släktet Ditaxis och familjen törelväxter. Inga underarter finns listade i Catalogue of Life.